# FIFA Soccer '95
FIFA Soccer '95 is een op voetbal gebaseerd computerspel dat is uitgebracht door Electronic Arts, onder het label EA Games. Het spel is uitgebracht op 8 juli 1994 voor de Mega Drive. Het is het tweede spel van de FIFA Football-serie. 
FIFA 95 introduceerde clubteams in acht voetbalcompetities:
- Braziliaanse competitie
- Duitse Bundesliga
- Italiaanse Serie A
- Spaanse La Liga
- Engelse Premier League
- Franse Ligue 1
- Nederlandse PTT-telecompetitie (nu Eredivisie)
- Amerikaanse Major Soccer League (MSL)

De meeste competities waren nog gebaseerd op de teams van het seizoen 1993/1994.

## Ontvangst
| Beoordeeld door                      | Datum            | Score |
| ------------------------------------ | ---------------- | ----- |
| GamePro (USA)                        | januari 1995     | 100%  |
| The Video Game Critic                | 28 november 2003 | 100%  |
| GameFan Magazine                     | december 1994    | 98%   |
| Game Players                         | januari 1995     | 95%   |
| Video Games & Computer Entertainment | januari 1995     | 90%   |
| Mega Fun                             | november 1994    | 88%   |
| GamesCollection                      | 16 februari 2008 | 85%   |
| Sega-16.com                          | 27 maart 2008    | 80%   |
| Power Unlimited                      | februari 1995    | 70%   |
| High Score                           | januari 1995     | 60%   |